# پاکس کریستی
پاکس کریستی (انگلیسی: Pax Christi)یک جنبش بین‌المللی کاتولیک برای صلح است که بر اساس سایت رسمی این جنبش، ماموریتش تغییر دنیای آکنده از خشونت، تروریسم و نابرابری، ذکر شده‌است.

## تاریخچه
پاکس کریستی که به زبان لاتین، صلح مسیح می‌باشد، در سال ۱۹۴۵ در فرانسه با الهام از مارت دوتل کلودوت و اسقف پیرو ماری تئاس، تأسیس شد. هردوی آنها شهروندان فرانسوی بودند که همگان را به آشتی میان شهروندان فرانسوی و آلمانی پس از جنگ جهانی دوم، تشویق می‌کردند.
از اولین اقدامات پاکس کریستی می‌توان از سازماندهی زیارت صلح و اقدامات دیگری که باعث آشتی بین فرانسه و آلمان شد، نام برد.
این جنبش فعالیت‌های خود را در دهه ۱۹۵۰ به سایر کشورهای اروپا گسترش داد.
اولین بار در سال ۱۹۵۲ توسط پاپ پیووس دوازدهم که یکی از پاپ‌های کلیسای کاتولیک رم بود، به عنوان یک جنبش رسمی بین‌المللی کاتولیک، شناخته شد.
این جنبش همچنین در آمریکا در دهه ۱۹۶۰، در تلاش برای حمایت از جنبش حقوق مدنی، و پاپان دادن به تبعیض نژادی علیه سیاه پوستان در کار و اشتغال در می‌سی‌سی‌پی، فعالیت کرد.
در سال ۱۹۸۳، جایزه صلح یونسکو را از آن خود کرد.

## اهداف
پاکس کریستی بر پنج موضوع اصلی تمرکز دارد: حقوق بشر، امنیت بشری، خلع سلاح، نظم جهانی، مذهب و صلح

## ساختار
اعضا شبکه پاکس کریستی، از ۱۸ بخش ملی و ۱۱۵ سازمان عضو در بیش از ۵۰ کشور تشکیل شده‌است.
این جنبش متشکل از بخش‌های ملی، سازمان‌های وابسته و سازماهای شریک می‌باشد. دبیرخانه آن در بروکسل است و به عنوان یک سازمان غیردولتی دارای جایگاه مشورتی در سازمان ملل متحد می‌باشد.